# Colard Mansion
Colard Mansion (* vor 1440; † nach 1484) war ein flämischer Buchhändler, Schreiber und Buchdrucker des 15. Jahrhunderts.

## Leben
Mansion arbeitete seit 1454 in Brügge als Produzent und Händler illuminierter Handschriften und betätigte sich als Schreiber und Übersetzer. Er schloss Verträge mit seinen Kunden aus Aristokratie und Bürgertum über die Herstellung bestimmter Bücher ab und koordinierte die verschiedenen Schritte, die anfangs das Schreiben der Texte mit der Hand, die farbige Verzierung und Illustration durch Miniaturisten, sowie das Binden ausmachten.
Seit dem Jahre 1474 verwendete Mansion die neuartige Technik des Buchdrucks für die Erstellung der Texte. Durch ihn entstanden die ersten gedruckten Texte in französischer Sprache, sowie in englischer Sprache durch William Caxton, der wohl auf Mansions Druckerpresse angewiesen war. Nurmehr zwei der heute noch bekannten 25 Bücher Mansions waren noch  in Lateinisch abgefasst. Zu seinen Übersetzungen aus dem Lateinischen ins Französische gehört auch Le dyalogue des creatures, welches 1482 von dem Niederländer Gerard Leeu gedruckt wurde.
Die gedruckten Bücher Mansions wurden ebenso mit Illustrationen ausgestattet. Seine Edition der Metamorphosen Ovids, der Ovide Moralisé enthält in Holzschnitt übertragene Miniaturen, während die französische Übersetzung von Boccaccios De casibus virorum illustrium das erste bekannte Buch überhaupt ist, in dem Kupferstiche verwendet wurden. Mansion verlegte auch weniger umfangreiche Bücher mit maximal 20 bis 30 Seiten.
Zu den Kunden der Bücher Mansions gehörten unter anderem Charles I. de Croÿ und im Jahre 1482 Maria, die Witwe von Ludwig I. (Ligny, St. Pol und Brienne). Über das Schicksal des Buchhändlers nach dem Mai 1484 ist kaum etwas bekannt, er verzog wahrscheinlich in die Pikardie in die Nähe von Abbeville.

## Bekannte Werke

### Bilderhandschriften
- 1467: Romuleon, Philipp dem Guten von Burgund gewidmet. Autor war Benvenuto Rambaldi da Imola, Übersetzung durch Jean Miélot.
- 1472 oder später: Penitence d'Adam („Adams Testament“), Ludwig von Brügge gewidmet.

### Gedruckte Bücher
- 1474–1475: Recuyell of the Historyes of Troyes (Geschichte Trojas) mit William Caxton und Johann Veldener.
- 1475: The Game and Playe of Chesse (Abhandlung über das Schachspiel) mit William Caxton. Autor war Jacobus de Cessolis, die Übersetzung aus dem französischen erfolgte durch Caxton.
- 1476: Le Jardin de dévotion von Petrus de Alliaco. Mansions erstes Buch als selbständiger Verleger.
- 1476: De la ruine des nobles hommes et femmes. De casibus virorum illustrium von Giovanni Boccaccio, ins Französische übersetzt von Laurent Premierfait. Die Stiche wurden wahrscheinlich  von Marc le Bongeteur gefertigt. (Eine Sammlung von neun kolorierten Stichen befindet sich heute im Museum of Fine Arts, Boston, Massachusetts, USA.)
- 1476: Controversie de Noblesse von Buonaccorso da Montemagno oder Surse de Pistoye, Übersetzung durch Jean Miélot.
- 1479: Opera: De caelesti hierarchia. De ecclesiastica hyerarchia. De divinis nominibus. De mystica theologia. Epistolae. Übersetzung aus dem Griechischen ins Lateinische sämtlicher Werke des Pseudo-Dionysius Areopagita durch Ambrogio Traversari.
- nach 1480: Rhodiae Obsidionis urbis descriptio. Guillaume Caoursins Beschreibung der Belagerung von Rhodos (1480).
- vor Juni 1481: Valère Maxime. Das Leben des Hubertus von Lüttich, Philippe de Hornes gewidmet.
- 1482: Dyalogue des creatures, übersetzt von Mansion aus dem lateinischen Text Dialogus creaturarum.
  - 2012: deutsch von Eberhard König: Streitgespräch der Geschöpfe: Das von Colard Mansion für Lodewijk van Gruuthuse übersetzte Fabel-Manuskript von 1482 mit 121 Miniaturen von zwei Brügger Meistern. Herausgeber: Heribert Tenschert. Antiquariat Bibermühle, Ramsen, Schweiz, ISBN 978-3-906069-00-5.[1]
- 1484: Ovide moralisé. Ovids Metamorphosen, von Mansion neu arrangiert und teilweise neu übersetzt. Mit Holzschnitten illustriert.

#### Ohne Datum
- Les Evangiles des quenouilles, von einem anonymen Dichter, ca. 1480.
- La doctrine de bien vivre en ce monde, auch Donat Espirituel genannt von Jean Gerson.